# 蒲壽庚
蒲壽庚（约1205年—约1290年或约1296年），又作蒲受畊、蒲寿耕，號海雲，南宋末年福建海商，其先世為阿拉伯穆斯林商人，後漢化，定居福建泉州。

## 家庭背景
蒲壽庚的远祖來自阿拉伯地區，家族曾在东南亚占城等地经营数代，是穆斯林商人集團的代表。他们采用的汉姓“蒲”可能来自阿拉伯语词汇“阿布”。祖父蒲多芬经商由占城（今越南中南部）至广州，资产甚富。蒲寿庚之父蒲开宗举家自广州徙居泉州，定居临近泉州后渚港的法石乡云麓村，继续从事以运贩大宗香料为主的海外贸易；南宋嘉泰四年（1204年），蒲开宗任安溪县主簿；绍定六年（1233年），为鼓励蒲氏的对外贸易活动，朝廷封蒲开宗为“承节郎”（从九品武阶官）。经营海外贸易三十年。

## 生平
蒲开宗去世后，蒲寿庚继承父业，从事以运贩大宗香料为主的海外贸易。其初，蒲氏家族曾一度中落，生活不甚丰裕，经蒲寿庚的精心经理后，迅速振兴，走向鼎盛。淳祐十年（1250年），蒲寿庚任提举泉州舶司，到淳祐十二年（1252年）换为杨瑾。

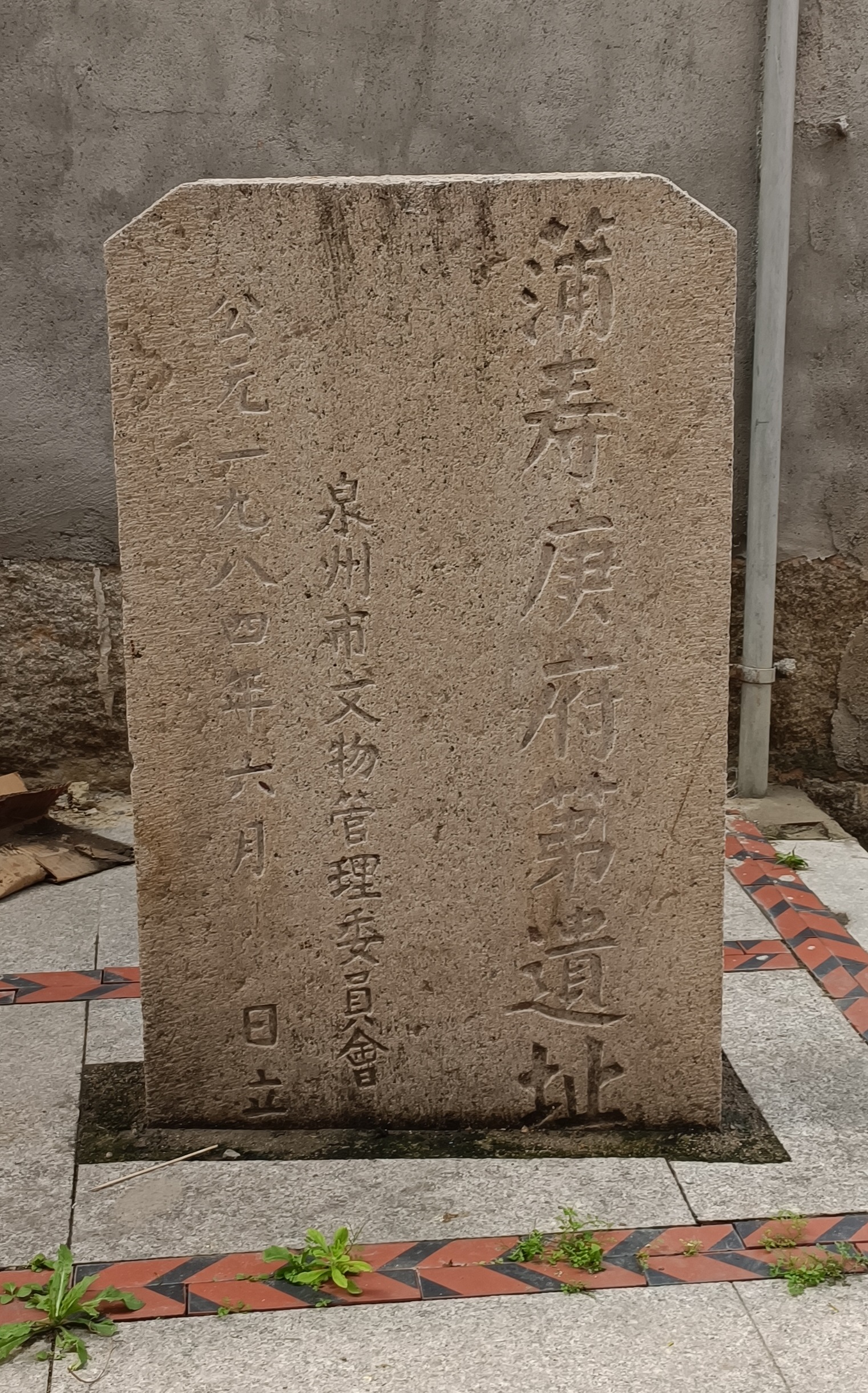
蒲寿庚府第遗址

咸淳十年（1274年），海寇袭泉州，官兵无能为力。蒲寿庚与其兄蒲寿晟为保护家族的巨大利益，凭借强大的海上力量，助官兵击退海寇，因功授福建安抚使兼沿海都置制使。
1276年，元軍攻佔南宋都城臨安（今杭州），俘5歲的南宋皇帝恭帝。此时南宋大臣陈宜中、张世杰、陸秀夫和文天祥等人在福州擁立年幼的皇帝端宗，成立小朝廷。十一月，南宋皇族逃至泉州城南郊的法石村，准备定都泉州，还加封蒲寿庚为闽广招抚使兼主市舶。但此时的蒲寿庚已经通敌，宋端宗等人无法进入城内，只好待在东海法石寺（另一说为蒲寿庚谒见宋端宗，请其驻跸泉州，但遭到张世杰反对）。宋军船只不足，遂抢走蒲寿庚家族的海船2000艘（一说400多艘），还没收其财产。蒲寿庚怒而“尽杀南宋海外宗室”，并且追杀皇帝端宗，导致其进一步南逃。受元将伯颜招降。十二月初八（1277年1月13日），元军抵达泉州，蒲寿庚献城投降。1277年七月，张世杰复返围城，长达90天，尽管得到当地百姓和士族武装的支持，但由于元兵增援，宋军腹背受敌，张世杰被迫撤军。
元至元十四年（1277年），元廷在泉州设置市舶提举司；授蒲寿庚为昭勇大将军、闽广都督兵马招讨使兼提举福建广东市舶；七月，改任镇国上将军、江西等处行中书省参知政事。至元十五年（1278年）三月，任福建等处行中书省参知政事；八月，升为福建行省左丞，受命恢复海外贸易通商。蒲寿庚派遣长子、正奉大夫、工部尚书、海外诸番宣慰使蒲师文和亲信孙胜夫、尤永贤等人与外国通好，对各国进行安抚和宣导。于是，占城、马八儿两国率先来通商，其他20余国次第而来。至元十六年（南宋祥兴二年，1279年）二月，元廷敇命扬州、湖南、赣州、泉州4省造战船600艘，泉州分担200艘。至元十八年（1281年）二月，蒲寿庚上奏元廷，表示泉州受命建造的战船已完成一半，但百姓的生活非常艰苦，因此请求停工，得到元廷准许。至元二十一年（1284年）九月，蒲寿庚任江淮等处行中书省左丞兼泉州分省平章政事。与忽剌出、管如德等分省泉州。

## 后代
蒲寿庚有三子：蒲师文、蒲师斯、蒲均文。蒲师文于至元十八年（1281年），任提举福建道市舶。蒲师斯之子蒲崇谟，官至行省平章政事。直到元朝末期，蒲壽庚家族一直独自掌控海上貿易。
朱元璋建立明朝后，对支持蒙古的蒲氏深恶痛绝，下令禁止蒲氏族人入仕籍。
然而清代《泉州蒲氏族谱·谱系表》中有一则与郑和下西洋有关的内容：“日和，字贵甫，寿成公次子。秉清真教，慎言谨行，礼拜日勤……至永乐十三年，与太监郑和奉诏敕往西域寻玉玺有功，加封泉州卫镇抚司，圣墓立碑犹存。”证明至少在永乐年间，这项禁令已经废除。

## 影視形象

### 電視劇
| 演員             | 年份   | 作品         |
| 泰瑞（タイルイ） | 2001年 | 《北条时宗》 |

## 延伸阅读
[在维基数据编辑]
 《新元史/卷177》，出自柯劭忞《新元史》